# Parma abbraccia Alessandro Farnese
L'opera, intitolata Parma abbraccia Alessandro Farnese è un dipinto a olio su tela (149,7x117cm) di Girolamo Mazzola Bedoli, databile al 1555 circa e conservato nella Galleria nazionale di Parma.

## Storia
L'opera venne dipinta presumibilmente nel 1555, quando il giovane Alessandro Farnese, nato nel 1545, stava per lasciare Parma per seguire la madre Margherita d'Austria nelle Fiandre. Il ritratto sembra assolvere una funzione celebrativa della città di Parma, che riconosceva in Alessandro una speranza per il fragile Ducato di Parma. Nel giovane principe, infatti, erano riposte molte aspettative da parte dei Farnese e da parte della famiglia della madre, gli Asburgo. In effetti oltre ad essere un'immagine augurale, il dipinto anticipa quello che sarà poi il ruolo politico affidato ad Alessandro dal potente nonno, l'imperatore Carlo V; divenne, infatti, capitano dell'esercito di Filippo II, governatore nelle Fiandre e del Ducato di Parma e Piacenza.
L'opera viene ricordata dal Vasari all'interno della vita del Parmigianino, cugino di Mazzola Bedoli. Inizialmente posto nel Palazzo del Giardino di Parma, nel 1734 venne trasferito, con l'intera Collezione Farnese a Napoli e poi a Caserta, dove rimase fino al 1943, anno dell'arrivo nella Galleria parmense.

## Descrizione
L'opera ritrae il giovanissimo Alessandro Farnese abbracciato in segno di fedeltà e protezione da una personificazione della città di Parma. Quest'ultima, abbigliata con un prezioso corsetto all'antica, mostra al suo fianco una palma, simbolo di gloria, e uno scudo, che unisce lo stemma dei Farnese e l'emblema del Comune. Alessandro invece indossa una sontuosa armatura da parata e siede sopra un mappamondo, chiaro simbolo della sua potenza. Alle sue spalle una scultura dorata rappresenta la Fama che soffia sulle sue imprese future. Da sottolineare è la perizia con la quale l'artista raffigura di Parma, dando sfoggio della sua capacità di rappresentare trasparenze, riflessi di luce sul corsetto e la morbidezza della carne.